# Brujas Fútbol Club
Il Brujas Fútbol Club o semplicemente Brujas FC, era una società calcistica costaricana fondata il 20 aprile 2004. La sua sede era l'Estadio Jorge Hernán Cuty Monge, i colori della squadra erano il bianco ed il nero, popolarmente conosciuti come "hechiceros".
Il Brujas FC era la squadra del calcio nazionale che rivoluzionò la Primera División. La sua nascita proviene dall'antico Guanacaste, squadra di gran adempimento negli anni anteriori.
Il presidente del team guanacasteco a quel tempo era José Rafael Alvarado Cortez che decise di trasformare la squadra in Brujas FC.

## Storia
Il 20 aprile 2004 nasce il Brujas FC, ed entrò subito a far parte della Prima Divisione del calcio nazionale.
Infatti in quell'anno la squadra Sociedad Anónima Deportiva Guanacasteca cedette i diritti al Brujas FC, facendolo arrivare in Prima Divisione.